# Çöl Dəllək
Çöl Dəllək è un comune dell'Azerbaigian situato nel distretto di Sabirabad. Conta una popolazione di 365 abitanti.